# Leptochilus perakensis
Leptochilus perakensis là một loài thực vật có mạch trong họ Polypodiaceae. Loài này được (Bedd.) C. Chr. miêu tả khoa học đầu tiên năm 1906.